# Torneo Clausura 2023 (Honduras)
El Torneo Clausura 2023 (también llamado Liga Betcris de Clausura 2023, por motivos de patrocinio), fue la 83.ª edición de la Liga Nacional de Honduras, siendo el segundo torneo de la Temporada 2022-23. Comenzó a disputarse el 21 de enero y culminó el 28 de mayo de 2023.

## Sistema de competición

### Fase de clasificación
En la fase de clasificación se observará el sistema de puntos. La ubicación en la tabla general está sujeta a lo siguiente:
- Por juego ganado se obtendrán tres puntos.
- Por juego empatado se obtendrá un punto.
- Por juego perdido no se otorgan puntos.

El campeonato se jugará con un sistema de «Todos contra Todos» entre los diez equipos participantes. Los partidos estarán definidos en 18 jornadas, y al finalizar las mismas los primeros dos lugares clasificarán de manera automática a las semifinales, mientras que los equipos que ocuparon el 3°, 4°, 5° y 6° puesto tendrán que jugar la «Liguilla final» (repechajes) en partidos de ida y vuelta; el resto de los equipos quedará sin ninguna opción a pelear por el título.

### Fase final
La fase final se definirá por las siguientes etapas:
- Repechajes
- Semifinales
- Final

A las semifinales clasificarán los dos equipos vencedores de la «Liguilla final» y los antes clasificados de manera directa. Cada uno de estos cuatro equipos se enfrentarán en dos partidos (ida y vuelta) y el que logre anotar el mayor número de goles obtendrá un cupo en la «Gran Final». De existir empate en el número de goles anotados, la clasificación se definirá a través del Reglamento, es decir, el equipo que haya terminado en mejor posición en la tabla general del Clausura 2023.
Disputarán el título de Campeón del Torneo de Clausura 2023 los dos clubes vencedores de la fase semifinal correspondiente, reubicándolos del uno al dos, de acuerdo a su mejor posición en la Tabla de Clasificación al término de la jornada 18.

## Información de los equipos

### Equipos participantes
| Equipo            | Ciudad                        | Entrenador       | Capitán          | Estadio                  | Capacidad | Fundación | Indumentaria | Patrocinador       | Televisora        |
| ----------------- | ----------------------------- | ---------------- | ---------------- | ------------------------ | --------- | --------- | ------------ | ------------------ | ----------------- |
| Honduras Progreso | El Progreso, Yoro             | Jhon Jairo López | Luis Garrido     | Humberto Micheletti      | 5.500     | 1965      | Huriver      | Tigo               | Tigo Sports       |
| Marathón          | San Pedro Sula, Cortés        | Salomón Nazar    | Allans Vargas    | Yankel Rosenthal         | 15.500    | 1925      | Joma         | JVC                | TVC y Tigo Sports |
| Motagua           | Tegucigalpa, Distrito Central | Ninrod Medina    | Marcelo Pereira  | Chelato Uclés            | 34.000    | 1928      | Joma         | Pepsi              | TVC y Tigo Sports |
| Olancho           | Juticalpa, Olancho            | Humberto Rivera  | Óscar Almendárez | Juan Ramón Brevé         | 20.000    | 2016      | Gocas Sport  | Betcris            | TVC y Tigo Sports |
| Olimpia           | Tegucigalpa, Distrito Central | Pedro Troglio    | Jerry Bengtson   | Chelato Uclés            | 34.000    | 1912      | Umbro        | Banco Atlántida    | TVC y Tigo Sports |
| Real España       | San Pedro Sula, Cortés        | Julio Rodríguez  | Luis López       | Morazán                  | 18.000    | 1929      | Kelme        | Hugo               | TVC y Tigo Sports |
| Real Sociedad     | Tocoa, Colón                  | Mauro Reyes      | Rony Martínez    | Francisco Martínez Durón | 6.000     | 1988      | Gocas Sport  | Molineros's        | TVC y Tigo Sports |
| UPNFM             | Tegucigalpa, Distrito Central | Héctor Castellón | Lesvin Medina    | Chelato Uclés            | 34.000    | 2010      | Huriver      | Banco de Occidente | Tigo Sports y TVC |
| Victoria          | La Ceiba, Atlántida           | Raúl Martínez    | José Velásquez   | Ceibeño                  | 18.000    | 1935      | Nova Sport   | Banco de Occidente | Tigo Sports y TVC |
| Vida              | La Ceiba, Atlántida           | Raúl Cáceres     | Carlos Argueta   | Ceibeño                  | 18.000    | 1940      | Nova Sport   | Tigo               | Tigo Sports       |

### Equipos por zona geográfica
| Honduras Progreso Motagua Olimpia Real Sociedad Real España Marathón Vida Victoria Olancho UPNFM \| Departamento \| N.º \| Equipos \| \| ----------------- \| --- \| ------------------------------ \| \| Cortés \| 2 \| Marathón y Real España \| \| Francisco Morazán \| 3 \| Motagua, Olimpia y Lobos UPNFM \| \| Yoro \| 1 \| Honduras Progreso \| \| Atlántida \| 2 \| Vida y Victoria \| \| Colón \| 1 \| Real Sociedad \| \| Olancho \| 1 \| Olancho \| |     |                                |
| Departamento | N.º | Equipos                        |
| Cortés | 2   | Marathón y Real España         |
| Francisco Morazán | 3   | Motagua, Olimpia y Lobos UPNFM |
| Yoro | 1   | Honduras Progreso              |
| Atlántida | 2   | Vida y Victoria                |
| Colón | 1   | Real Sociedad                  |
| Olancho | 1   | Olancho                        |

### Cambios de entrenadores
| Equipo      | Entrenador saliente | Jornadas | Nuevo entrenador     | Jornadas |
| ----------- | ------------------- | -------- | -------------------- | -------- |
| Victoria    | Salomón Nazar       | Pre.     | Héctor Vargas        | Pre.     |
| Real España | Héctor Vargas       | Pre.     | Julio Rodríguez      | Pre.     |
| Marathón    | Manuel Keosseian    | Pre.     | Salomón Nazar        | Pre.     |
| Motagua     | Hernán Medina       | 1 - 4    | Ninrod Medina        | 5 -      |
| Victoria    | Héctor Vargas       | 1 - 12   | Raúl Martínez (int.) | 13 -     |

### Jugadores extranjeros
| Equipo            | Jugador 1       | Jugador 2       | Jugador 3          | Jugador 4        |
| ----------------- | --------------- | --------------- | ------------------ | ---------------- |
| Honduras Progreso | Deivy Balanta   | Rodin Quiñones  | Jhan Mora          | Harold Sandoval  |
| Marathón          | Edis Ibargüen   | Jairo Jiménez   | César Samudio      | Jerry Ortiz      |
| Motagua           | Roberto Moreira | Lucas Campana   | Gaspar Triverio    | Santiago Montoya |
| Olimpia           | Yustin Arboleda | Yan Maciel      | Gabriel Araújo     |                  |
| Olancho           | Germán Águila   | Santiago Molina | Agustín Auzmendi   | Matías Quinteros |
| Real España       | Pedro Báez      | Ramiro Rocca    | Juan Vieyra        | Claudio Innella  |
| Real Sociedad     | Luis Ortiz      | Álvaro Torres   | Jefferson Collazos | Marcos Allen     |
| UPNFM             |                 |                 |                    |                  |
| Victoria          | Yaudel Lahera   | Luis Hurtado    | Fabricio Silva     | Nahuel Luna      |
| Vida              | Rafael Agámez   | Jair Mosquera   | Jonathan Bornstein | Bandera de ?     |

1. ↑  El equipo tiene como política contratar solamente jugadores nacionales.

#### Jugadores extranjeros por nacionalidad
| País           | Jugadores |
| -------------- | --------- |
| Colombia       | 13        |
| Argentina      | 9         |
| Uruguay        | 3         |
| Brasil         | 2         |
| Panamá         | 2         |
| Paraguay       | 2         |
| Cuba           | 1         |
| Ecuador        | 1         |
| Estados Unidos | 1         |
| Total          | 34        |

## Estadios
| |                                                                                  | |
| |                                                                                  | |
| Estadio Nacional Chelato Uclés Ciudad: Tegucigalpa Capacidad: 35 000 Clubes: Olimpia, Motagua y Lobos UPNFM | Estadio Juan Ramón Brevé Ciudad: Juticalpa Capacidad: 24 000 Club: Olancho FC    | Estadio Francisco Morazán Ciudad: San Pedro Sula Capacidad: 22 000 Club: Real España                   |
| |                                                                                  | |
| Estadio Ceibeño Ciudad: La Ceiba Capacidad: 18 500 Clubes: Vida y Victoria                                  | Estadio Yankel Rosenthal Ciudad: San Pedro Sula Capacidad: 15 000 Club: Marathon | Estadio Francisco Martínez Ciudad: Tocoa Capacidad: 7 000 Club: Real Sociedad                          |
| |                                                                                  | |
| Estadio Humberto Micheletti Ciudad: El Progreso Capacidad: 5 000 Club: Honduras Progreso                    | Estadio Emilio Williams Ciudad: Choluteca Capacidad: 8 000 Club: Lobos UPNFM     | Estadio Olímpico Metropolitano Ciudad: San Pedro Sula Capacidad: 37 325 Clubes: Marathón y Real España |

## Fase de clasificación

### Clasificación
| Pos. | Equipo        | Pts. | PJ | G  | E | P  | GF | GC | Dif. |  |
| ---- | ------------- | ---- | -- | -- | - | -- | -- | -- | ---- |  |
| 1    | Olimpia       | 41   | 18 | 12 | 5 | 1  | 38 | 10 | +28  |  |
| 2    | Olancho       | 32   | 18 | 8  | 8 | 2  | 28 | 14 | +14  |  |
| 3    | Real España   | 29   | 18 | 8  | 5 | 5  | 29 | 19 | +10  |  |
| 4    | Marathón      | 28   | 18 | 7  | 7 | 4  | 18 | 16 | +2   |  |
| 5    | Motagua       | 25   | 18 | 6  | 7 | 5  | 26 | 24 | +2   |  |
| 6    | UPNFM         | 25   | 18 | 7  | 4 | 7  | 27 | 29 | −2   |  |
| 7    | Vida          | 19   | 18 | 5  | 4 | 9  | 21 | 28 | −7   |  |
| 8    | Real Sociedad | 16   | 18 | 3  | 7 | 8  | 19 | 29 | −10  |  |
| 9    | Honduras P    | 13   | 18 | 2  | 7 | 9  | 18 | 32 | −14  |  |
| 10   | Victoria      | 13   | 18 | 3  | 4 | 11 | 14 | 37 | −23  |  |

Actualizado a los partidos jugados el 29 de abril de 2023.
 Fuente: Liga Betcris
|  | Clasifica a semifinales. |
|  | Clasifica a repechaje.   |
|  | Último lugar.            |

### Evolución de clasificación
| Equipo / Jornada  | 1    | 2    | 3    | 4    | 5    | 6    | 7    | 8    | 9    | 10   | 11   | 12       | 13       | 14       | 15       | 16   | 17   | 18   |
| ----------------- | ---- | ---- | ---- | ---- | ---- | ---- | ---- | ---- | ---- | ---- | ---- | -------- | -------- | -------- | -------- | ---- | ---- | ---- |
| Honduras Progreso | 3.°  | 5.°  | 8.°  | 9.°  | 10.° | 10.° | 10.° | 10.° | 10.° | 10.° | 10.° | 10.°     | 10.°     | 10.°     | 10.°     | 10.° | 10.° | 9.°  |
| Marathón          | 5.°  | 9.°  | 9.°  | 5.°  | 5.°  | 5.°  | 4.°  | 4.°  | 4.°  | 6.°  | 6.°  | 5.°      | 4.°      | 4.°      | 4.°      | 5.°  | 4.°  | 4.°  |
| Motagua           | 7.°  | 6.°  | 5.°  | 6.°  | 7.°  | 6.°  | 6.°  | 6.°  | 6.°  | 5.°  | 4.°  | 4.°      | 5.°      | 5.°      | 5.°      | 6.°  | 6.°  | 5.°  |
| Olancho           | 6.°  | 8.°  | 4.°  | 3.°  | 2.°  | 2.°  | 2.°  | 2.°  | 3.°  | 2.°  | 2.°  | 2.°      | 2.°      | 2.°      | 2.°      | 2.°  | 2.°  | 2.°  |
| Olimpia           | 1.°  | 1.°  | 1.°  | 1.°  | 1.°  | 1.°  | 1.°  | 1.°  | 1.°  | 1.°  | 1.°  | 1.°      | 1.°      | 1.°      | 1.°      | 1.°  | 1.°  | 1.°  |
| Real España       | 2.°  | 3.°  | 3.°  | 4.°  | 4.°  | 4.°  | 5.°  | 5.°  | 5.°  | 4.°  | 5.°  | 6.° (-1) | 6.° (-1) | 6.° (-1) | 6.° (-1) | 3.°  | 3.°  | 3.°  |
| Real Sociedad     | 10.° | 10.° | 10.° | 8.°  | 9.°  | 9.°  | 9.°  | 9.°  | 9.°  | 9.°  | 9.°  | 9.° (-1) | 9.° (-1) | 8.° (-1) | 7.° (-1) | 7.°  | 8.°  | 8.°  |
| UPNFM             | 4.°  | 2.°  | 2.°  | 2.°  | 3.°  | 3.°  | 3.°  | 3.°  | 2.°  | 3.°  | 3.°  | 3.°      | 3.°      | 3.°      | 3.°      | 4.°  | 5.°  | 6.°  |
| Victoria          | 9.°  | 7.°  | 6.°  | 7.°  | 8.°  | 7.°  | 7.°  | 7.°  | 7.°  | 8.°  | 8.°  | 8.°      | 8.°      | 9.°      | 9.°      | 9.°  | 9.°  | 10.° |
| Vida              | 8.°  | 4.°  | 7.°  | 10.° | 6.°  | 8.°  | 8.°  | 8.°  | 8.°  | 7.°  | 7.°  | 7.°      | 7.°      | 7.°      | 8.°      | 8.°  | 7.°  | 7.°  |

## Tabla General

### Acumulada de la Temporada
| Pos. | Equipo        | Pts. | PJ | G  | E  | P  | GF | GC | Dif. | Clasificación             |
| ---- | ------------- | ---- | -- | -- | -- | -- | -- | -- | ---- | ------------------------- |
| 1    | Olimpia       | 79   | 36 | 23 | 10 | 3  | 63 | 18 | +45  | Copa Centroamericana 2023 |
| 2    | Olancho       | 61   | 36 | 17 | 10 | 9  | 63 | 39 | +24  | Copa Centroamericana 2023 |
| 3    | Real España   | 58   | 36 | 16 | 10 | 10 | 55 | 41 | +14  | Copa Centroamericana 2023 |
| 4    | Motagua       | 57   | 36 | 15 | 12 | 9  | 58 | 48 | +10  | Copa Centroamericana 2023 |
| 5    | Marathón      | 54   | 36 | 14 | 12 | 10 | 53 | 42 | +11  |                           |
| 6    | UPNFM         | 43   | 36 | 11 | 10 | 15 | 50 | 60 | −10  |                           |
| 7    | Vida          | 42   | 36 | 11 | 9  | 16 | 42 | 52 | −10  |                           |
| 8    | Victoria      | 41   | 36 | 11 | 8  | 17 | 42 | 62 | −20  |                           |
| 9    | Honduras P    | 26   | 36 | 4  | 14 | 18 | 37 | 63 | −26  | Repechaje de descenso     |
| 10   | Real Sociedad | 26   | 36 | 5  | 11 | 20 | 34 | 71 | −37  | Repechaje de descenso     |

Actualizado a los partidos jugados el 29 de abril de 2023.
 Fuente: Liga Betcris
Notas:
1. ↑  Campeón Torneo Apertura 2022 y del Torneo Clausura 2023
2. ↑  Si hay empate en puntos en la tabla acumulada, el reglamento dice que se tendrá que jugar una serie de desempate entre los equipos empatados para definir al descendido.

## Resultados
| Jornada 1          | Jornada 1 | Jornada 1         | Jornada 1         | Jornada 1   | Jornada 1 | Jornada 1 | Jornada 1 | Jornada 1 | Jornada 1 |
| Local              | Resultado | Visitante         | Estadio           | Fecha       | Hora      | TV        |           |           |           |
| ------------------ | --------- | ----------------- | ----------------- | ----------- | --------- | --------- | --------- | --------- | --------- |
| UPNFM              | 2 - 1     | Motagua           | Emilio Williams   | 21 de enero | 16:00     |           |           |           |           |
| Real España        | 4 - 0     | Victoria          | Francisco Morazán | 21 de enero | 18:00     |           |           |           |           |
| Olancho            | 2 - 2     | Marathón          | Juan Ramón Brevé  | 21 de enero | 19:00     |           |           |           |           |
| Vida               | 1 - 2     | Honduras Progreso | Ceibeño           | 21 de enero | 19:30     |           |           |           |           |
| Olimpia            | 5 - 0     | Real Sociedad     | Carlos Miranda    | 22 de enero | 16:00     |           |           |           |           |
| Total de goles: 19 |           |                   |                   |             |           |           |           |           |           |

| Jornada 2         | Jornada 2 | Jornada 2   | Jornada 2           | Jornada 2   | Jornada 2 | Jornada 2 | Jornada 2 | Jornada 2 | Jornada 2 |
| Local             | Resultado | Visitante   | Estadio             | Fecha       | Hora      | TV        |           |           |           |
| ----------------- | --------- | ----------- | ------------------- | ----------- | --------- | --------- | --------- | --------- | --------- |
| Real Sociedad     | 1 - 1     | UPNFM       | Francisco Martinez  | 25 de enero | 14:00     |           |           |           |           |
| Marathón          | 0 - 2     | Vida        | Olímpico            | 25 de enero | 19:00     |           |           |           |           |
| Motagua           | 1 - 0     | Real España | Carlos Miranda      | 25 de enero | 19:15     |           |           |           |           |
| Honduras Progreso | 0 - 1     | Olimpia     | Humberto Micheletti | 25 de enero | 19:15     |           |           |           |           |
| Victoria          | 1 - 0     | Olancho     | Ceibeño             | 25 de enero | 19:30     |           |           |           |           |
| Total de goles: 7 |           |             |                     |             |           |           |           |           |           |

| Jornada 3          | Jornada 3 | Jornada 3   | Jornada 3           | Jornada 3   | Jornada 3 | Jornada 3 | Jornada 3 | Jornada 3 | Jornada 3 |
| Local              | Resultado | Visitante   | Estadio             | Fecha       | Hora      | TV        |           |           |           |
| ------------------ | --------- | ----------- | ------------------- | ----------- | --------- | --------- | --------- | --------- | --------- |
| Olancho            | 3 - 1     | Vida        | Juan Ramón Brevé    | 28 de enero | 19:00     |           |           |           |           |
| Olimpia            | 0 - 0     | Marathón    | Carlos Miranda      | 28 de enero | 19:00     |           |           |           |           |
| Honduras Progreso  | 0 - 2     | UPNFM       | Humberto Micheletti | 28 de enero | 19:15     |           |           |           |           |
| Victoria           | 2 - 2     | Motagua     | San Jorge           | 28 de enero | 19:30     |           |           |           |           |
| Real Sociedad      | 1 - 3     | Real España | Francisco Martinez  | 29 de enero | 15:00     |           |           |           |           |
| Total de goles: 14 |           |             |                     |             |           |           |           |           |           |

| Jornada 4          | Jornada 4 | Jornada 4         | Jornada 4          | Jornada 4    | Jornada 4 | Jornada 4 | Jornada 4 | Jornada 4 | Jornada 4 |
| Local              | Resultado | Visitante         | Estadio            | Fecha        | Hora      | TV        |           |           |           |
| ------------------ | --------- | ----------------- | ------------------ | ------------ | --------- | --------- | --------- | --------- | --------- |
| Real Sociedad      | 3 - 2     | Honduras Progreso | Francisco Martinez | 1 de febrero | 15:30     |           |           |           |           |
| UPNFM              | 1 - 0     | Victoria          | Emilio Williams    | 1 de febrero | 17:00     |           |           |           |           |
| Motagua            | 0 - 1     | Olancho           | Carlos Miranda     | 1 de febrero | 19:00     |           |           |           |           |
| Vida               | 0 - 2     | Olimpia           | Ceibeño            | 1 de febrero | 19:30     |           |           |           |           |
| Marathón           | 2 - 1     | Real España       | Olímpico           | 2 de febrero | 19:30     |           |           |           |           |
| Total de goles: 12 |           |                   |                    |              |           |           |           |           |           |

| Jornada 5          | Jornada 5 | Jornada 5     | Jornada 5           | Jornada 5    | Jornada 5 | Jornada 5 | Jornada 5 | Jornada 5 | Jornada 5 |
| Local              | Resultado | Visitante     | Estadio             | Fecha        | Hora      | TV        |           |           |           |
| ------------------ | --------- | ------------- | ------------------- | ------------ | --------- | --------- | --------- | --------- | --------- |
| Vida               | 2 - 1     | Real Sociedad | San Jorge           | 4 de febrero | 19:00     |           |           |           |           |
| Olimpia            | 3 - 1     | Motagua       | Olímpico            | 4 de febrero | 19:00     |           |           |           |           |
| Olancho            | 4 - 1     | UPNFM         | Rúben Guifarro      | 5 de febrero | 15:00     |           |           |           |           |
| Honduras Progreso  | 1 - 3     | Real España   | Humberto Micheletti | 5 de febrero | 15:30     |           |           |           |           |
| Marathón           | 1 - 0     | Victoria      | Yankel Rosenthal    | 5 de febrero | 15:30     |           |           |           |           |
| Total de goles: 17 |           |               |                     |              |           |           |           |           |           |

| Jornada 6          | Jornada 6 | Jornada 6         | Jornada 6       | Jornada 6     | Jornada 6 | Jornada 6 | Jornada 6 | Jornada 6 | Jornada 6 |
| Local              | Resultado | Visitante         | Estadio         | Fecha         | Hora      | TV        |           |           |           |
| ------------------ | --------- | ----------------- | --------------- | ------------- | --------- | --------- | --------- | --------- | --------- |
| Motagua            | 2 - 1     | Vida              | Carlos Miranda  | 11 de febrero | 16:00     |           |           |           |           |
| UPNFM              | 2 - 1     | Marathón          | Emilio Williams | 11 de febrero | 17:00     |           |           |           |           |
| Real España        | 0 - 1     | Olimpia           | Olímpico        | 11 de febrero | 17:00     |           |           |           |           |
| Victoria           | 2 - 1     | Real Sociedad     | Ceibeño         | 11 de febrero | 19:30     |           |           |           |           |
| Olancho            | 2 - 0     | Honduras Progreso | Rúben Guifarro  | 12 de febrero | 15:00     |           |           |           |           |
| Total de goles: 12 |           |                   |                 |               |           |           |           |           |           |

| Jornada 7         | Jornada 7 | Jornada 7         | Jornada 7          | Jornada 7     | Jornada 7 | Jornada 7 | Jornada 7 | Jornada 7 | Jornada 7 |
| Local             | Resultado | Visitante         | Estadio            | Fecha         | Hora      | TV        |           |           |           |
| ----------------- | --------- | ----------------- | ------------------ | ------------- | --------- | --------- | --------- | --------- | --------- |
| Real Sociedad     | 0 - 0     | Motagua           | Francisco Martinez | 15 de febrero | 18:00     |           |           |           |           |
| UPNFM             | 1 - 1     | Real España       | Emilio Williams    | 15 de febrero | 18:00     |           |           |           |           |
| Olimpia           | 1 - 1     | Olancho           | Carlos Miranda     | 15 de febrero | 19:00     |           |           |           |           |
| Victoria          | 0 - 0     | Vida              | Ceibeño            | 15 de febrero | 19:30     |           |           |           |           |
| Marathón          | 1 - 0     | Honduras Progreso | Yankel Rosenthal   | 16 de febrero | 15:30     |           |           |           |           |
| Total de goles: 5 |           |                   |                    |               |           |           |           |           |           |

| Jornada 8          | Jornada 8 | Jornada 8     | Jornada 8           | Jornada 8     | Jornada 8 | Jornada 8 | Jornada 8 | Jornada 8 | Jornada 8 |
| Local              | Resultado | Visitante     | Estadio             | Fecha         | Hora      | TV        |           |           |           |
| ------------------ | --------- | ------------- | ------------------- | ------------- | --------- | --------- | --------- | --------- | --------- |
| Vida               | 2 - 2     | Real España   | San Jorge           | 18 de febrero | 19:00     |           |           |           |           |
| Olimpia            | 4 - 1     | UPNFM         | Francisco Morazán   | 18 de febrero | 19:00     |           |           |           |           |
| Olancho            | 2 - 2     | Real Sociedad | Juan Ramón Brevé    | 19 de febrero | 15:00     |           |           |           |           |
| Marathón           | 1 - 1     | Motagua       | Yankel Rosenthal    | 19 de febrero | 15:30     |           |           |           |           |
| Honduras Progreso  | 1 - 1     | Victoria      | Humberto Micheletti | 19 de febrero | 18:00     |           |           |           |           |
| Total de goles: 17 |           |               |                     |               |           |           |           |           |           |

| Jornada 9          | Jornada 9 | Jornada 9         | Jornada 9          | Jornada 9     | Jornada 9 | Jornada 9 | Jornada 9 | Jornada 9 | Jornada 9 |
| Local              | Resultado | Visitante         | Estadio            | Fecha         | Hora      | TV        |           |           |           |
| ------------------ | --------- | ----------------- | ------------------ | ------------- | --------- | --------- | --------- | --------- | --------- |
| UPNFM              | 3 - 0     | Vida              | Emilio Williams    | 25 de febrero | 17:00     |           |           |           |           |
| Real España        | 1 - 1     | Olancho           | Francisco Morazán  | 25 de febrero | 19:00     |           |           |           |           |
| Motagua            | 1 - 1     | Honduras Progreso | Emilio Williams    | 25 de febrero | 19:30     |           |           |           |           |
| Real Sociedad      | 1 - 1     | Marathón          | Francisco Martinez | 26 de febrero | 15:00     |           |           |           |           |
| Victoria           | 0 - 2     | Olimpia           | Ceibeño            | 26 de febrero | 15:30     |           |           |           |           |
| Total de goles: 11 |           |                   |                    |               |           |           |           |           |           |

| Jornada 10         | Jornada 10 | Jornada 10  | Jornada 10          | Jornada 10 | Jornada 10 | Jornada 10 | Jornada 10 | Jornada 10 | Jornada 10 |
| Local              | Resultado  | Visitante   | Estadio             | Fecha      | Hora       | TV         |            |            |            |
| ------------------ | ---------- | ----------- | ------------------- | ---------- | ---------- | ---------- | ---------- | ---------- | ---------- |
| Marathón           | 0 - 2      | Olancho     | Yankel Rosenthal    | 1 de marzo | 15:30      |            |            |            |            |
| Real Sociedad      | 0 - 2      | Olimpia     | Francisco Martinez  | 1 de marzo | 18:00      |            |            |            |            |
| Motagua            | 4 - 3      | UPNFM       | Carlos Miranda      | 1 de marzo | 19:00      |            |            |            |            |
| Honduras Progreso  | 1 - 3      | Vida        | Humberto Micheletti | 1 de marzo | 19:15      |            |            |            |            |
| Victoria           | 1 - 3      | Real España | Ceibeño             | 1 de marzo | 19:30      |            |            |            |            |
| Total de goles: 19 |            |             |                     |            |            |            |            |            |            |

| Jornada 11         | Jornada 11 | Jornada 11        | Jornada 11       | Jornada 11 | Jornada 11 | Jornada 11 | Jornada 11 | Jornada 11 | Jornada 11 |
| Local              | Resultado  | Visitante         | Estadio          | Fecha      | Hora       | TV         |            |            |            |
| ------------------ | ---------- | ----------------- | ---------------- | ---------- | ---------- | ---------- | ---------- | ---------- | ---------- |
| Real España        | 0 - 3      | Motagua           | Olímpico         | 4 de marzo | 18:00      |            |            |            |            |
| Olimpia            | 0 - 0      | Honduras Progreso | Carlos Miranda   | 4 de marzo | 19:00      |            |            |            |            |
| Vida               | 0 - 0      | Marathón          | San Jorge        | 4 de marzo | 19:30      |            |            |            |            |
| Olancho            | 4 - 1      | Victoria          | Juan Ramón Brevé | 5 de marzo | 15:00      |            |            |            |            |
| UPNFM              | 1 - 1      | Real Sociedad     | Emilio Williams  | 5 de marzo | 17:00      |            |            |            |            |
| Total de goles: 10 |            |                   |                  |            |            |            |            |            |            |

| Jornada 12         | Jornada 12 | Jornada 12        | Jornada 12        | Jornada 12  | Jornada 12 | Jornada 12 | Jornada 12 | Jornada 12 | Jornada 12 |
| Local              | Resultado  | Visitante         | Estadio           | Fecha       | Hora       | TV         |            |            |            |
| ------------------ | ---------- | ----------------- | ----------------- | ----------- | ---------- | ---------- | ---------- | ---------- | ---------- |
| UPNFM              | 4 - 2      | Honduras Progreso | Emilio Williams   | 11 de marzo | 17:00      |            |            |            |            |
| Marathón           | 2 - 0      | Olimpia           | Olímpico          | 11 de marzo | 19:00      |            |            |            |            |
| Vida               | 1 - 1      | Olancho           | San Jorge         | 11 de marzo | 19:30      |            |            |            |            |
| Motagua            | 3 - 1      | Victoria          | Carlos Miranda    | 12 de marzo | 16:00      |            |            |            |            |
| Real España        | 1 - 0      | Real Sociedad     | Francisco Morazán | 12 de abril | 19:30      |            |            |            |            |
| Total de goles: 15 |            |                   |                   |             |            |            |            |            |            |

| Jornada 13         | Jornada 13 | Jornada 13    | Jornada 13          | Jornada 13  | Jornada 13 | Jornada 13 | Jornada 13 | Jornada 13 | Jornada 13 |
| Local              | Resultado  | Visitante     | Estadio             | Fecha       | Hora       | TV         |            |            |            |
| ------------------ | ---------- | ------------- | ------------------- | ----------- | ---------- | ---------- | ---------- | ---------- | ---------- |
| Honduras Progreso  | 2 - 2      | Real Sociedad | Humberto Micheletti | 18 de marzo | 19:15      |            |            |            |            |
| Victoria           | 2 - 0      | UPNFM         | Ceibeño             | 18 de marzo | 19:30      |            |            |            |            |
| Olancho            | 1 - 0      | Motagua       | Juan Ramón Brevé    | 19 de marzo | 16:00      |            |            |            |            |
| Olimpia            | 4 - 1      | Vida          | Carlos Miranda      | 19 de marzo | 16:00      |            |            |            |            |
| Real España        | 0 - 1      | Marathón      | Francisco Morazán   | 19 de marzo | 18:00      |            |            |            |            |
| Total de goles: 13 |            |               |                     |             |            |            |            |            |            |

| Jornada 14         | Jornada 14 | Jornada 14        | Jornada 14         | Jornada 14 | Jornada 14 | Jornada 14 | Jornada 14 | Jornada 14 | Jornada 14 |
| Local              | Resultado  | Visitante         | Estadio            | Fecha      | Hora       | TV         |            |            |            |
| ------------------ | ---------- | ----------------- | ------------------ | ---------- | ---------- | ---------- | ---------- | ---------- | ---------- |
| UPNFM              | 1 - 0      | Olancho           | Emilio Williams    | 1 de abril | 17:00      |            |            |            |            |
| Motagua            | 1 - 3      | Olimpia           | Carlos Miranda     | 1 de abril | 19:00      |            |            |            |            |
| Victoria           | 0 - 1      | Marathón          | Ceibeño            | 1 de abril | 19:30      |            |            |            |            |
| Real Sociedad      | 1 - 0      | Vida              | Francisco Martinez | 2 de abril | 15:00      |            |            |            |            |
| Real España        | 3 - 0      | Honduras Progreso | Francisco Morazán  | 2 de abril | 18:00      |            |            |            |            |
| Total de goles: 10 |            |                   |                    |            |            |            |            |            |            |

| Jornada 15         | Jornada 15 | Jornada 15  | Jornada 15          | Jornada 15 | Jornada 15 | Jornada 15 | Jornada 15 | Jornada 15 | Jornada 15 |
| Local              | Resultado  | Visitante   | Estadio             | Fecha      | Hora       | TV         |            |            |            |
| ------------------ | ---------- | ----------- | ------------------- | ---------- | ---------- | ---------- | ---------- | ---------- | ---------- |
| Honduras Progreso  | 1 - 1      | Olancho     | Humberto Micheletti | 6 de abril | 15:00      |            |            |            |            |
| Marathón           | 1 - 1      | UPNFM       | Yankel Rosenthal    | 6 de abril | 15:45      |            |            |            |            |
| Olimpia            | 1 - 1      | Real España | Carlos Miranda      | 8 de abril | 18:00      |            |            |            |            |
| Vida               | 0 - 1      | Motagua     | Ceibeño             | 8 de abril | 19:30      |            |            |            |            |
| Real Sociedad      | 3 - 0      | Victoria    | Francisco Martínez  | 9 de abril | 15:30      |            |            |            |            |
| Total de goles: 10 |            |             |                     |            |            |            |            |            |            |

| Jornada 16         | Jornada 16 | Jornada 16    | Jornada 16          | Jornada 16  | Jornada 16 | Jornada 16 | Jornada 16 | Jornada 16 | Jornada 16 |
| Local              | Resultado  | Visitante     | Estadio             | Fecha       | Hora       | TV         |            |            |            |
| ------------------ | ---------- | ------------- | ------------------- | ----------- | ---------- | ---------- | ---------- | ---------- | ---------- |
| Honduras Progreso  | 2 - 1      | Marathón      | Humberto Micheletti | 15 de abril | 15:00      |            |            |            |            |
| Vida               | 3 - 1      | Victoria      | Ceibeño             | 15 de abril | 19:30      |            |            |            |            |
| Olancho            | 1 - 1      | Olimpia       | Juan Ramón Brevé    | 16 de abril | 16:00      |            |            |            |            |
| Motagua            | 2 - 2      | Real Sociedad | Carlos Miranda      | 16 de abril | 16:00      |            |            |            |            |
| Real España        | 3 - 1      | UPNFM         | Francisco Morazán   | 16 de abril | 18:00      |            |            |            |            |
| Total de goles: 17 |            |               |                     |             |            |            |            |            |            |

| Jornada 17         | Jornada 17 | Jornada 17        | Jornada 17         | Jornada 17  | Jornada 17 | Jornada 17 | Jornada 17 | Jornada 17 | Jornada 17 |
| Local              | Resultado  | Visitante         | Estadio            | Fecha       | Hora       | TV         |            |            |            |
| ------------------ | ---------- | ----------------- | ------------------ | ----------- | ---------- | ---------- | ---------- | ---------- | ---------- |
| Victoria           | 2 - 2      | Honduras Progreso | Ceibeño            | 23 de abril | 15:00      |            |            |            |            |
| Real Sociedad      | 0 - 2      | Olancho           | Francisco Martínez | 23 de abril | 15:30      |            |            |            |            |
| Motagua            | 2 - 2      | Marathón          | Carlos Miranda     | 23 de abril | 16:00      |            |            |            |            |
| UPNFM              | 1 - 2      | Olimpia           | Emilio Williams    | 23 de abril | 17:00      |            |            |            |            |
| Real España        | 3 - 2      | Vida              | Olímpico           | 23 de abril | 18:00      |            |            |            |            |
| Total de goles: 18 |            |                   |                    |             |            |            |            |            |            |

| Jornada 18         | Jornada 18 | Jornada 18    | Jornada 18          | Jornada 18  | Jornada 18 | Jornada 18 | Jornada 18 | Jornada 18 | Jornada 18 |
| Local              | Resultado  | Visitante     | Estadio             | Fecha       | Hora       | TV         |            |            |            |
| ------------------ | ---------- | ------------- | ------------------- | ----------- | ---------- | ---------- | ---------- | ---------- | ---------- |
| Honduras Progreso  | 1 - 1      | Motagua       | Humberto Micheletti | 29 de abril | 15:30      |            |            |            |            |
| Marathón           | 1 - 0      | Real Sociedad | Yankel Rosenthal    | 29 de abril | 15:30      |            |            |            |            |
| Olancho            | 0 - 0      | Real España   | Juan Ramón Brevé    | 29 de abril | 15:30      |            |            |            |            |
| Olimpia            | 6 - 0      | Victoria      | Carlos Miranda      | 29 de abril | 15:30      |            |            |            |            |
| Vida               | 2 - 1      | UPNFM         | Ceibeño             | 29 de abril | 15:30      |            |            |            |            |
| Total de goles: 12 |            |               |                     |             |            |            |            |            |            |

## Fase final
|  | Repechaje                              | Repechaje                              | Repechaje                              | Repechaje                              | Repechaje                              |   |    | Semifinales                          | Semifinales                          | Semifinales                          | Semifinales                          | Semifinales                          |   |  | Final                                | Final                                | Final                                | Final                                | Final                                |  |
|  | 3 y 4 de mayo (ida) 7 de mayo (vuelta) | 3 y 4 de mayo (ida) 7 de mayo (vuelta) | 3 y 4 de mayo (ida) 7 de mayo (vuelta) | 3 y 4 de mayo (ida) 7 de mayo (vuelta) | 3 y 4 de mayo (ida) 7 de mayo (vuelta) |   |    | 10 de mayo (ida) 13 de mayo (vuelta) | 10 de mayo (ida) 13 de mayo (vuelta) | 10 de mayo (ida) 13 de mayo (vuelta) | 10 de mayo (ida) 13 de mayo (vuelta) | 10 de mayo (ida) 13 de mayo (vuelta) |   |  | 21 de mayo (ida) 28 de mayo (vuelta) | 21 de mayo (ida) 28 de mayo (vuelta) | 21 de mayo (ida) 28 de mayo (vuelta) | 21 de mayo (ida) 28 de mayo (vuelta) | 21 de mayo (ida) 28 de mayo (vuelta) |  |
|  |                                        |                                        |                                        |                                        |                                        |   |    |                                      |                                      |                                      |                                      |                                      |   |  |                                      |                                      |                                      |                                      |                                      |  |
|  |                                        |                                        |                                        |                                        |                                        |   |    |                                      |                                      |                                      |                                      |                                      |   |  |                                      |                                      |                                      |                                      |                                      |  |
|  | 4°                                     | Marathón                               | 2                                      | 0                                      | 2                                      |   |    |                                      |                                      |                                      |                                      |                                      |   |  |                                      |                                      |                                      |                                      |                                      |  |
|  | 4°                                     | Marathón                               | 2                                      | 0                                      | 2                                      |   |    |                                      |                                      |                                      |                                      |                                      |   |  |                                      |                                      |                                      |                                      |                                      |  |
|  | 5°                                     | Motagua                                | 1                                      | 0                                      | 1                                      |   |    |                                      |                                      |                                      |                                      |                                      |   |  |                                      |                                      |                                      |                                      |                                      |  |
|  | 5°                                     | Motagua                                | 1                                      | 0                                      | 1                                      |   | 1° | Olimpia *                            | 1                                    | 1                                    | 2                                    |                                      |   |  |                                      |                                      |                                      |                                      |                                      |  |
|  |                                        |                                        |                                        |                                        |                                        |   | 1° | Olimpia *                            | 1                                    | 1                                    | 2                                    |                                      |   |  |                                      |                                      |                                      |                                      |                                      |  |
|  |                                        |                                        | 4°                                     | Marathón                               | 1                                      | 1 | 2  |                                      |                                      |                                      |                                      |                                      |   |  |                                      |                                      |                                      |                                      |                                      |  |
|  |                                        |                                        | 4°                                     | Marathón                               | 1                                      | 1 | 2  |                                      |                                      |                                      |                                      |                                      |   |  |                                      |                                      |                                      |                                      |                                      |  |
|  |                                        |                                        |                                        |                                        |                                        |   |    |                                      |                                      |                                      |                                      |                                      |   |  |                                      |                                      |                                      |                                      |                                      |  |
|  |                                        |                                        |                                        |                                        |                                        |   |    |                                      |                                      |                                      |                                      |                                      |   |  |                                      |                                      |                                      |                                      |                                      |  |
|  |                                        |                                        |                                        |                                        |                                        |   |    |                                      | 1°                                   | Olimpia                              | 2                                    | 3                                    | 5 |  |                                      |                                      |                                      |                                      |                                      |  |
|  |                                        |                                        |                                        |                                        |                                        |   |    |                                      |                                      |                                      |                                      |                                      | 5 |  |                                      |                                      |                                      |                                      |                                      |  |
|  |                                        |                                        | 2°                                     | Olancho                                | 2                                      | 2 | 4  |                                      |                                      |                                      |                                      |                                      |   |  |                                      |                                      |                                      |                                      |                                      |  |
|  | 3°                                     | Real España                            | 2°                                     | Olancho                                | 2                                      | 2 | 4  | 0                                    | 2                                    | 2                                    |                                      |                                      |   |  |                                      |                                      |                                      |                                      |                                      |  |
|  | 3°                                     | Real España                            |                                        |                                        |                                        |   |    |                                      |                                      | 2                                    |                                      |                                      |   |  |                                      |                                      |                                      |                                      |                                      |  |
|  | 6°                                     | UPNFM                                  | 0                                      | 0                                      | 0                                      |   |    |                                      |                                      |                                      |                                      |                                      |   |  |                                      |                                      |                                      |                                      |                                      |  |
|  | 6°                                     | UPNFM                                  | 0                                      | 0                                      | 0                                      |   | 2° | Olancho                              | 2                                    | 2                                    | 4                                    |                                      |   |  |                                      |                                      |                                      |                                      |                                      |  |
|  |                                        |                                        |                                        |                                        |                                        |   | 2° | Olancho                              | 2                                    | 2                                    | 4                                    |                                      |   |  |                                      |                                      |                                      |                                      |                                      |  |
|  |                                        |                                        | 3°                                     | Real España                            | 0                                      | 0 | 0  |                                      |                                      |                                      |                                      |                                      |   |  |                                      |                                      |                                      |                                      |                                      |  |
|  |                                        |                                        | 3°                                     | Real España                            | 0                                      | 0 | 0  |                                      |                                      |                                      |                                      |                                      |   |  |                                      |                                      |                                      |                                      |                                      |  |
|  |                                        |                                        |                                        |                                        |                                        |   |    |                                      |                                      |                                      |                                      |                                      |   |  |                                      |                                      |                                      |                                      |                                      |  |
|  |                                        |                                        |                                        |                                        |                                        |   |    |                                      |                                      |                                      |                                      |                                      |   |  |                                      |                                      |                                      |                                      |                                      |  |
|  |                                        |                                        |                                        |                                        |                                        |   |    |                                      |                                      |                                      |                                      |                                      |   |  |                                      |                                      |                                      |                                      |                                      |  |
|  |                                        |                                        |                                        |                                        |                                        |   |    |                                      |                                      |                                      |                                      |                                      |   |  |                                      |                                      |                                      |                                      |                                      |  |

(*) Avanza por mejor posición en la Tabla General.

### Repechajes
| 3 de mayo de 2023, 18:00 | Motagua       | 1:2 (0:0) | Marathón               | Estadio Carlos Miranda, Comayagua. |                        |
|                          | Obregón 90+7' | Reporte   | Vega 55' · Ramírez 79' | Árbitro(s): Luis Mejía             | Árbitro(s): Luis Mejía |

| 7 de mayo de 2023, 15:30 | Marathón | 0:0 (Global 2:1) | Motagua | Estadio Yankel Rosenthal, San Pedro Sula. |                              |
|                          |          | Reporte          |         | Árbitro(s): Melvin Matamoros              | Árbitro(s): Melvin Matamoros |

| 4 de mayo de 2023,18:00 | UPNFM | 0:0     | Real España | Estadio Emilio Williams, Choluteca. |                          |
|                         |       | Reporte |             | Árbitro(s): Marvin Ortíz            | Árbitro(s): Marvin Ortíz |

| 7 de mayo de 2023, 18:00 | Real España               | 2:0 (1:0) (Global 2:0) | UPNFM | Estadio Olímpico Metropolitano, San Pedro Sula. |                         |
|                          | Rocca 20' · D. García 80' | Reporte                |       | Árbitro(s): Raúl Castro                         | Árbitro(s): Raúl Castro |

### Semifinales
| 10 de mayo de 2023, 15:45 | Marathón | 1:1 (1:1) | Olimpia      | Estadio Yankel Rosenthal, San Pedro Sula. |                              |
|                           | Vega 42' | Reporte   | 40' Bengtson | Árbitro(s): Héctor Rodríguez              | Árbitro(s): Héctor Rodríguez |

| 13 de mayo de 2023, 18:00                                             | Olimpia      | 1:1 (1:0) (Global 2:2) | Marathón | Estadio Carlos Miranda, Comayagua. |                            |
|                                                                       | Bengtson 17' | Reporte                | Peña 66' | Árbitro(s): Nelson Salgado         | Árbitro(s): Nelson Salgado |
| Olimpia clasifica a la final por mejor ubicación en la tabla general. |              |                        |          |                                    |                            |

| 10 de mayo de 2023, 20:00 | Real España | 0:2 (0:1) | Olancho                  | Estadio Olímpico Metropolitano, San Pedro Sula. |                           |
|                           |             | Reporte   | 26' Andino · 90+2' Cálix | Árbitro(s): Said Martínez                       | Árbitro(s): Said Martínez |

| 13 de mayo de 2023, 16:00 | Olancho         | 2:0 (0:0) (Global 4:0) | Real España | Estadio Juan Ramón Brevé, Juticalpa. |                          |
|                           | Andino 62', 72' | Reporte                |             | Árbitro(s): Selvin Brown             | Árbitro(s): Selvin Brown |

### Final
| 21 de mayo de 2023, 15:00 | Olancho                    | 2:2 (1:0) | Olimpia                    | Estadio Juan Ramón Brevé, Juticalpa.                      |                                                           |
|                           | Elvir 39' · Auzmendi 90+6' | Reporte   | 49' Bengtson · 77' Álvarez | Asistencia: 7,000 espectadores Árbitro(s): Nelson Salgado | Asistencia: 7,000 espectadores Árbitro(s): Nelson Salgado |

| 28 de mayo de 2023, 17:00 | Olimpia                               | 3:2 (0:1) (Global 5:4) | Olancho                  | Estadio Chelato Uclés, Tegucigalpa. |                           |
|                           | Y. Arboleda 64', 83' · K. López 90+1' | Reporte                | 43' Auzmendi · 87' Gómez | Árbitro(s): Said Martínez           | Árbitro(s): Said Martínez |

### Final Ida
| 1     | POR   | Harold Fonseca       |     |
| 2     | DEF   | Óscar Almendárez     |     |
| 3     | DEF   | Santiago Molina      | 31' |
| 24    | DEF   | Omar Elvir           |     |
| 25    | DEF   | David Mendoza        | 74' |
| 33    | DEF   | Nelson Muñoz         |     |
| 8     | MED   | Henry Gómez          |     |
| 16    | MED   | Cristian Cálix       | 67' |
| 41    | MED   | Christian Altamirano | 83' |
| 15    | DEL   | Erick Andino         | 82' |
| 29    | DEL   | Agustín Auzmendi     |     |
| D. T. | D. T. | Humberto Rivera      |     |

| 1     | POR   | Edrick Menjívar  |     |
| 2     | DEF   | Maylor Núñez     |     |
| 4     | DEF   | José García      | 48' |
| 6     | DEF   | Brayan Beckeles  |     |
| 31    | DEF   | Carlos Sánchez   |     |
| 32    | MED   | Carlos Pineda    |     |
| 23    | MED   | Jorge Álvarez    | 85' |
| 8     | MED   | Edwin Rodríguez  | 65' |
| 34    | MED   | Kevin López      | 65' |
| 21    | MED   | José Mario Pinto |     |
| 27    | DEL   | Jerry Bengtson   | 65' |
| D. T. | D. T. | Pedro Troglio    |     |

| 4  | DEF | Allan Cárcamo      | 31' |
| 7  | MED | Mario Martínez     | 67' |
| 6  | MED | Reinieri Mayorquín | 74' |
| 73 | DEL | Germán Águila      | 82' |
| 20 | DEL | Frelys López       | 83' |

| 17 | DEF | Jonathan Paz   | 48' |
| 9  | DEL | Jorge Benguché | 65' |
| 12 | MED | Gabriel Araújo | 65' |
| 14 | MED | Boniek García  | 65' |
| 29 | MED | Germán Mejía   | 85' |

| 39' · 90+6' | Elvir Auzmendi | 1:0 2:2 |

| 49' · 77' | Bengtson Álvarez | 1:1 1:2 |

| 45+2' · 57' · 90+3' | H. Fonseca D. Mendoza N. Muñoz |

| 38' · 45+3' · 65' · 80' | B. Beckeles E. Rodríguez J. Bengtson J. Paz |

| Principal  | Nelson Salgado    |
| Asistentes | Christian Ramírez |
|            | Luis Paz          |
| Cuarto     | Melvin Matamoros  |
| Quinto     | Rafael García     |

| 1     | POR   | Harold Fonseca       |     |
| 2     | DEF   | Óscar Almendárez     |     |
| 3     | DEF   | Santiago Molina      | 31' |
| 24    | DEF   | Omar Elvir           |     |
| 25    | DEF   | David Mendoza        | 74' |
| 33    | DEF   | Nelson Muñoz         |     |
| 8     | MED   | Henry Gómez          |     |
| 16    | MED   | Cristian Cálix       | 67' |
| 41    | MED   | Christian Altamirano | 83' |
| 15    | DEL   | Erick Andino         | 82' |
| 29    | DEL   | Agustín Auzmendi     |     |
| D. T. | D. T. | Humberto Rivera      |     |

| 1     | POR   | Edrick Menjívar  |     |
| 2     | DEF   | Maylor Núñez     |     |
| 4     | DEF   | José García      | 48' |
| 6     | DEF   | Brayan Beckeles  |     |
| 31    | DEF   | Carlos Sánchez   |     |
| 32    | MED   | Carlos Pineda    |     |
| 23    | MED   | Jorge Álvarez    | 85' |
| 8     | MED   | Edwin Rodríguez  | 65' |
| 34    | MED   | Kevin López      | 65' |
| 21    | MED   | José Mario Pinto |     |
| 27    | DEL   | Jerry Bengtson   | 65' |
| D. T. | D. T. | Pedro Troglio    |     |

| 4  | DEF | Allan Cárcamo      | 31' |
| 7  | MED | Mario Martínez     | 67' |
| 6  | MED | Reinieri Mayorquín | 74' |
| 73 | DEL | Germán Águila      | 82' |
| 20 | DEL | Frelys López       | 83' |

| 17 | DEF | Jonathan Paz   | 48' |
| 9  | DEL | Jorge Benguché | 65' |
| 12 | MED | Gabriel Araújo | 65' |
| 14 | MED | Boniek García  | 65' |
| 29 | MED | Germán Mejía   | 85' |

| 39' · 90+6' | Elvir Auzmendi | 1:0 2:2 |

| 49' · 77' | Bengtson Álvarez | 1:1 1:2 |

| 45+2' · 57' · 90+3' | H. Fonseca D. Mendoza N. Muñoz |

| 38' · 45+3' · 65' · 80' | B. Beckeles E. Rodríguez J. Bengtson J. Paz |

| Principal  | Nelson Salgado    |
| Asistentes | Christian Ramírez |
|            | Luis Paz          |
| Cuarto     | Melvin Matamoros  |
| Quinto     | Rafael García     |

| 1     | POR   | Harold Fonseca       |     |
| 2     | DEF   | Óscar Almendárez     |     |
| 3     | DEF   | Santiago Molina      | 31' |
| 24    | DEF   | Omar Elvir           |     |
| 25    | DEF   | David Mendoza        | 74' |
| 33    | DEF   | Nelson Muñoz         |     |
| 8     | MED   | Henry Gómez          |     |
| 16    | MED   | Cristian Cálix       | 67' |
| 41    | MED   | Christian Altamirano | 83' |
| 15    | DEL   | Erick Andino         | 82' |
| 29    | DEL   | Agustín Auzmendi     |     |
| D. T. | D. T. | Humberto Rivera      |     |

| 1     | POR   | Edrick Menjívar  |     |
| 2     | DEF   | Maylor Núñez     |     |
| 4     | DEF   | José García      | 48' |
| 6     | DEF   | Brayan Beckeles  |     |
| 31    | DEF   | Carlos Sánchez   |     |
| 32    | MED   | Carlos Pineda    |     |
| 23    | MED   | Jorge Álvarez    | 85' |
| 8     | MED   | Edwin Rodríguez  | 65' |
| 34    | MED   | Kevin López      | 65' |
| 21    | MED   | José Mario Pinto |     |
| 27    | DEL   | Jerry Bengtson   | 65' |
| D. T. | D. T. | Pedro Troglio    |     |

| 4  | DEF | Allan Cárcamo      | 31' |
| 7  | MED | Mario Martínez     | 67' |
| 6  | MED | Reinieri Mayorquín | 74' |
| 73 | DEL | Germán Águila      | 82' |
| 20 | DEL | Frelys López       | 83' |

| 17 | DEF | Jonathan Paz   | 48' |
| 9  | DEL | Jorge Benguché | 65' |
| 12 | MED | Gabriel Araújo | 65' |
| 14 | MED | Boniek García  | 65' |
| 29 | MED | Germán Mejía   | 85' |

| 39' · 90+6' | Elvir Auzmendi | 1:0 2:2 |

| 49' · 77' | Bengtson Álvarez | 1:1 1:2 |

| 45+2' · 57' · 90+3' | H. Fonseca D. Mendoza N. Muñoz |

| 38' · 45+3' · 65' · 80' | B. Beckeles E. Rodríguez J. Bengtson J. Paz |

| Principal  | Nelson Salgado    |
| Asistentes | Christian Ramírez |
|            | Luis Paz          |
| Cuarto     | Melvin Matamoros  |
| Quinto     | Rafael García     |

| 1     | POR   | Harold Fonseca       |     |
| 2     | DEF   | Óscar Almendárez     |     |
| 3     | DEF   | Santiago Molina      | 31' |
| 24    | DEF   | Omar Elvir           |     |
| 25    | DEF   | David Mendoza        | 74' |
| 33    | DEF   | Nelson Muñoz         |     |
| 8     | MED   | Henry Gómez          |     |
| 16    | MED   | Cristian Cálix       | 67' |
| 41    | MED   | Christian Altamirano | 83' |
| 15    | DEL   | Erick Andino         | 82' |
| 29    | DEL   | Agustín Auzmendi     |     |
| D. T. | D. T. | Humberto Rivera      |     |

| 1     | POR   | Edrick Menjívar  |     |
| 2     | DEF   | Maylor Núñez     |     |
| 4     | DEF   | José García      | 48' |
| 6     | DEF   | Brayan Beckeles  |     |
| 31    | DEF   | Carlos Sánchez   |     |
| 32    | MED   | Carlos Pineda    |     |
| 23    | MED   | Jorge Álvarez    | 85' |
| 8     | MED   | Edwin Rodríguez  | 65' |
| 34    | MED   | Kevin López      | 65' |
| 21    | MED   | José Mario Pinto |     |
| 27    | DEL   | Jerry Bengtson   | 65' |
| D. T. | D. T. | Pedro Troglio    |     |

| 4  | DEF | Allan Cárcamo      | 31' |
| 7  | MED | Mario Martínez     | 67' |
| 6  | MED | Reinieri Mayorquín | 74' |
| 73 | DEL | Germán Águila      | 82' |
| 20 | DEL | Frelys López       | 83' |

| 17 | DEF | Jonathan Paz   | 48' |
| 9  | DEL | Jorge Benguché | 65' |
| 12 | MED | Gabriel Araújo | 65' |
| 14 | MED | Boniek García  | 65' |
| 29 | MED | Germán Mejía   | 85' |

| 39' · 90+6' | Elvir Auzmendi | 1:0 2:2 |

| 49' · 77' | Bengtson Álvarez | 1:1 1:2 |

| 45+2' · 57' · 90+3' | H. Fonseca D. Mendoza N. Muñoz |

| 38' · 45+3' · 65' · 80' | B. Beckeles E. Rodríguez J. Bengtson J. Paz |

| Principal  | Nelson Salgado    |
| Asistentes | Christian Ramírez |
|            | Luis Paz          |
| Cuarto     | Melvin Matamoros  |
| Quinto     | Rafael García     |

### Final Vuelta
| 1     | POR   | Edrick Menjívar  |       |
| 2     | DEF   | Maylor Núñez     |       |
| 6     | DEF   | Brayan Beckeles  |       |
| 4     | DEF   | José García      |       |
| 31    | DEF   | Carlos Sánchez   |       |
| 32    | MED   | Carlos Pineda    | 56'   |
| 23    | MED   | Jorge Álvarez    | 71'   |
| 8     | MED   | Edwin Rodríguez  | 56'   |
| 21    | MED   | José Mario Pinto | 90+3' |
| 9     | DEL   | Jorge Benguché   |       |
| 27    | DEL   | Jerry Bengtson   | 56'   |
| D. T. | D. T. | Pedro Troglio    |       |

| 1     | POR   | Harold Fonseca       |       |
| 2     | DEF   | Óscar Almendárez     |       |
| 4     | DEF   | Allan Cárcamo        |       |
| 24    | DEF   | Omar Elvir           |       |
| 25    | DEF   | David Mendoza        | 90+2' |
| 33    | DEF   | Nelson Muñoz         |       |
| 8     | MED   | Henry Gómez          |       |
| 16    | MED   | Cristian Cálix       | 90+2' |
| 41    | MED   | Christian Altamirano |       |
| 15    | DEL   | Erick Andino         | 73'   |
| 29    | DEL   | Agustín Auzmendi     |       |
| D. T. | D. T. | Humberto Rivera      |       |

| 19 | DEL | Yustin Arboleda | 56'   |
| 29 | MED | Germán Mejía    | 56'   |
| 34 | MED | Kevin López     | 56'   |
| 10 | MED | Yan Maciel      | 71'   |
| 17 | DEF | Jonathan Paz    | 90+3' |

| 7  | MED | Mario Martínez | 73'   |
| 73 | DEL | Germán Águila  | 90+2' |
| 20 | DEL | Frelys López   | 90+2' |

| 64' · 83' · 90+1' | Arboleda López | 1:1 2:1 3:2 |

| 43' · 87' | Auzmendi Gómez | 0:1 2:2 |

| 45+3' · 59' · 70' · 86' · 90+3' | C. Pineda M. Núñez J. Álvarez Y. Arboleda K. López |

| 14' · 59' · 67' · 88' | D. Mendoza H. Gómez E. Andino C. Altamirano |

| Principal  | Said Martínez    |
| Asistentes | Walter López     |
|            | Elder Oliva      |
| Cuarto     | Raúl Castro      |
| Quinto     | Vivían Rodríguez |

| 1     | POR   | Edrick Menjívar  |       |
| 2     | DEF   | Maylor Núñez     |       |
| 6     | DEF   | Brayan Beckeles  |       |
| 4     | DEF   | José García      |       |
| 31    | DEF   | Carlos Sánchez   |       |
| 32    | MED   | Carlos Pineda    | 56'   |
| 23    | MED   | Jorge Álvarez    | 71'   |
| 8     | MED   | Edwin Rodríguez  | 56'   |
| 21    | MED   | José Mario Pinto | 90+3' |
| 9     | DEL   | Jorge Benguché   |       |
| 27    | DEL   | Jerry Bengtson   | 56'   |
| D. T. | D. T. | Pedro Troglio    |       |

| 1     | POR   | Harold Fonseca       |       |
| 2     | DEF   | Óscar Almendárez     |       |
| 4     | DEF   | Allan Cárcamo        |       |
| 24    | DEF   | Omar Elvir           |       |
| 25    | DEF   | David Mendoza        | 90+2' |
| 33    | DEF   | Nelson Muñoz         |       |
| 8     | MED   | Henry Gómez          |       |
| 16    | MED   | Cristian Cálix       | 90+2' |
| 41    | MED   | Christian Altamirano |       |
| 15    | DEL   | Erick Andino         | 73'   |
| 29    | DEL   | Agustín Auzmendi     |       |
| D. T. | D. T. | Humberto Rivera      |       |

| 19 | DEL | Yustin Arboleda | 56'   |
| 29 | MED | Germán Mejía    | 56'   |
| 34 | MED | Kevin López     | 56'   |
| 10 | MED | Yan Maciel      | 71'   |
| 17 | DEF | Jonathan Paz    | 90+3' |

| 7  | MED | Mario Martínez | 73'   |
| 73 | DEL | Germán Águila  | 90+2' |
| 20 | DEL | Frelys López   | 90+2' |

| 64' · 83' · 90+1' | Arboleda López | 1:1 2:1 3:2 |

| 43' · 87' | Auzmendi Gómez | 0:1 2:2 |

| 45+3' · 59' · 70' · 86' · 90+3' | C. Pineda M. Núñez J. Álvarez Y. Arboleda K. López |

| 14' · 59' · 67' · 88' | D. Mendoza H. Gómez E. Andino C. Altamirano |

| Principal  | Said Martínez    |
| Asistentes | Walter López     |
|            | Elder Oliva      |
| Cuarto     | Raúl Castro      |
| Quinto     | Vivían Rodríguez |

| 1     | POR   | Edrick Menjívar  |       |
| 2     | DEF   | Maylor Núñez     |       |
| 6     | DEF   | Brayan Beckeles  |       |
| 4     | DEF   | José García      |       |
| 31    | DEF   | Carlos Sánchez   |       |
| 32    | MED   | Carlos Pineda    | 56'   |
| 23    | MED   | Jorge Álvarez    | 71'   |
| 8     | MED   | Edwin Rodríguez  | 56'   |
| 21    | MED   | José Mario Pinto | 90+3' |
| 9     | DEL   | Jorge Benguché   |       |
| 27    | DEL   | Jerry Bengtson   | 56'   |
| D. T. | D. T. | Pedro Troglio    |       |

| 1     | POR   | Harold Fonseca       |       |
| 2     | DEF   | Óscar Almendárez     |       |
| 4     | DEF   | Allan Cárcamo        |       |
| 24    | DEF   | Omar Elvir           |       |
| 25    | DEF   | David Mendoza        | 90+2' |
| 33    | DEF   | Nelson Muñoz         |       |
| 8     | MED   | Henry Gómez          |       |
| 16    | MED   | Cristian Cálix       | 90+2' |
| 41    | MED   | Christian Altamirano |       |
| 15    | DEL   | Erick Andino         | 73'   |
| 29    | DEL   | Agustín Auzmendi     |       |
| D. T. | D. T. | Humberto Rivera      |       |

| 19 | DEL | Yustin Arboleda | 56'   |
| 29 | MED | Germán Mejía    | 56'   |
| 34 | MED | Kevin López     | 56'   |
| 10 | MED | Yan Maciel      | 71'   |
| 17 | DEF | Jonathan Paz    | 90+3' |

| 7  | MED | Mario Martínez | 73'   |
| 73 | DEL | Germán Águila  | 90+2' |
| 20 | DEL | Frelys López   | 90+2' |

| 64' · 83' · 90+1' | Arboleda López | 1:1 2:1 3:2 |

| 43' · 87' | Auzmendi Gómez | 0:1 2:2 |

| 45+3' · 59' · 70' · 86' · 90+3' | C. Pineda M. Núñez J. Álvarez Y. Arboleda K. López |

| 14' · 59' · 67' · 88' | D. Mendoza H. Gómez E. Andino C. Altamirano |

| Principal  | Said Martínez    |
| Asistentes | Walter López     |
|            | Elder Oliva      |
| Cuarto     | Raúl Castro      |
| Quinto     | Vivían Rodríguez |

| 1     | POR   | Edrick Menjívar  |       |
| 2     | DEF   | Maylor Núñez     |       |
| 6     | DEF   | Brayan Beckeles  |       |
| 4     | DEF   | José García      |       |
| 31    | DEF   | Carlos Sánchez   |       |
| 32    | MED   | Carlos Pineda    | 56'   |
| 23    | MED   | Jorge Álvarez    | 71'   |
| 8     | MED   | Edwin Rodríguez  | 56'   |
| 21    | MED   | José Mario Pinto | 90+3' |
| 9     | DEL   | Jorge Benguché   |       |
| 27    | DEL   | Jerry Bengtson   | 56'   |
| D. T. | D. T. | Pedro Troglio    |       |

| 1     | POR   | Harold Fonseca       |       |
| 2     | DEF   | Óscar Almendárez     |       |
| 4     | DEF   | Allan Cárcamo        |       |
| 24    | DEF   | Omar Elvir           |       |
| 25    | DEF   | David Mendoza        | 90+2' |
| 33    | DEF   | Nelson Muñoz         |       |
| 8     | MED   | Henry Gómez          |       |
| 16    | MED   | Cristian Cálix       | 90+2' |
| 41    | MED   | Christian Altamirano |       |
| 15    | DEL   | Erick Andino         | 73'   |
| 29    | DEL   | Agustín Auzmendi     |       |
| D. T. | D. T. | Humberto Rivera      |       |

| 19 | DEL | Yustin Arboleda | 56'   |
| 29 | MED | Germán Mejía    | 56'   |
| 34 | MED | Kevin López     | 56'   |
| 10 | MED | Yan Maciel      | 71'   |
| 17 | DEF | Jonathan Paz    | 90+3' |

| 7  | MED | Mario Martínez | 73'   |
| 73 | DEL | Germán Águila  | 90+2' |
| 20 | DEL | Frelys López   | 90+2' |

| 64' · 83' · 90+1' | Arboleda López | 1:1 2:1 3:2 |

| 43' · 87' | Auzmendi Gómez | 0:1 2:2 |

| 45+3' · 59' · 70' · 86' · 90+3' | C. Pineda M. Núñez J. Álvarez Y. Arboleda K. López |

| 14' · 59' · 67' · 88' | D. Mendoza H. Gómez E. Andino C. Altamirano |

| Principal  | Said Martínez    |
| Asistentes | Walter López     |
|            | Elder Oliva      |
| Cuarto     | Raúl Castro      |
| Quinto     | Vivían Rodríguez |

|                             |
| Campeón Olimpia 36.° título |

## Final del Descenso
| 4 de mayo de 2023, 16:00 | Real Sociedad | 1:2 (0:0) | Honduras Progreso                     | Estadio Francisco Martínez, Tocoa. |                              |
|                          | Delgado 48'   | Reporte   | Castillo 81' · Hernández 90+6' (pen.) | Árbitro(s): Héctor Rodríguez       | Árbitro(s): Héctor Rodríguez |

| 7 de mayo de 2023, 15:00 | Honduras Progreso | 0:2 (0:0) (Global 2:3) | Real Sociedad              | Estadio Humberto Micheletti, El Progreso. |                            |
|                          |                   | Reporte                | Collazos 53' · Reyes 90+3' | Árbitro(s): Armando Castro                | Árbitro(s): Armando Castro |

### Descendido
| 50×50px                  |
| Honduras Progreso        |
| Descendido el 07/05/2023 |

## Estadísticas

### Máximos goleadores
| Jugador          | Equipo        | Goles | Part. | Prom. | Min. | Frec.  |
| ---------------- | ------------- | ----- | ----- | ----- | ---- | ------ |
| Jerry Bengtson   | Olimpia       | 8     | 16    | 0.5   | 944  | 118    |
| Jorge Benguché   | Olimpia       | 8     | 16    | 0.5   | 1110 | 138.75 |
| Agustín Auzmendi | Olancho       | 8     | 16    | 0.5   | 1427 | 178.38 |
| Jairo Róchez     | UPNFM         | 6     | 15    | 0.4   | 1240 | 206.67 |
| Clayvin Zúniga   | Marathón      | 6     | 16    | 0.38  | 1349 | 224.83 |
| Alexy Vega       | Victoria      | 5     | 11    | 0.45  | 810  | 162    |
| Diego Reyes      | Real Sociedad | 5     | 13    | 0.38  | 1054 | 210.8  |
| Juan Ramón Mejía | Vida          | 5     | 14    | 0.36  | 665  | 133    |
| Edder Delgado    | Real Sociedad | 5     | 15    | 0.33  | 1219 | 243.8  |
| Jhow Benavídez   | Real España   | 5     | 16    | 0.31  | 1333 | 266.6  |

### Máximos asistentes
| Jugador        | Equipo      | Asistencias | Part. | Prom. | Min. | Frec.  |
| -------------- | ----------- | ----------- | ----- | ----- | ---- | ------ |
| Jhow Benavídez | Real España | 3           | 9     | 0.33  | 746  | 248.67 |
| Kevin López    | Olimpia     | 3           | 9     | 0.33  | 635  | 211.67 |
| Iván López     | Motagua     | 3           | 9     | 0.33  | 587  | 195.67 |
| Rafael Agámez  | Vida        | 2           | 8     | 0.25  | 249  | 124.5  |
| Damin Ramírez  | Marathón    | 2           | 8     | 0.25  | 727  | 363.5  |

### Mejores porteros
| Jugador          | Equipo      | G.R. | Part. | G.P.  | Min. | Frec.   | V.I. | V.I.% |
| ---------------- | ----------- | ---- | ----- | ----- | ---- | ------- | ---- | ----- |
| Edrick Menjívar  | Olimpia     | 7    | 13    | 0.538 | 1125 | 160.714 | 6    | 16.7% |
| Harold Fonseca   | Olancho     | 8    | 11    | 0.727 | 990  | 123.75  | 4    | 25%   |
| César Samudio    | Marathón    | 10   | 14    | 0.714 | 1260 | 126     | 7    | 14.3% |
| Jonathan Rougier | Motagua     | 10   | 10    | 1     | 900  | 90      | 4    | 25%   |
| Luis López       | Real España | 17   | 16    | 1.063 | 1440 | 84.706  | 3    | 33.3% |

### Hat-tricks & Pókers
| Fecha      | Jugador | Goles | Partido |
| ---------- | ------- | ----- | ------- |
| --/--/2023 | TBD     |       |         |